# Praseodymium-150
Praseodymium-150 of 150Pr is een onstabiele radioactieve isotoop van praseodymium, een lanthanide. De isotoop komt van nature niet op Aarde voor.
Praseodymium-150 ontstaat onder meer bij het radioactief verval van cerium-150.
{\displaystyle {\ce {{^{150}_{58}Ce}->{^{150}_{59}Pr}+{e^{-}}+{\bar {\nu }}_{e}}}}

## Radioactief verval
Praseodymium-150 vervalt door β−-verval naar de langlevende radio-isotoop neodymium-150:
{\displaystyle {\ce {{^{150}_{59}Pr}->{^{150}_{60}Nd}+{e^{-}}+{\bar {\nu }}_{e}}}}
De halveringstijd bedraagt 2,3 minuten.
121Pr · 122Pr · 123Pr · 124Pr · 125Pr · 126Pr · 127Pr · 127mPr · 128Pr · 129Pr · 129mPr · 130Pr · 130mPr · 131Pr · 131mPr · 132Pr · 132mPr · 133Pr · 133mPr · 134Pr · 134mPr · 135Pr · 135mPr · 136Pr · 137Pr · 137mPr · 138Pr · 138mPr · 139Pr · 140Pr · 140m1Pr · 140m2Pr · 141Pr · 142Pr · 142mPr · 143Pr · 144Pr · 144mPr · 145Pr · 146Pr · 147Pr · 148Pr · 148mPr · 149Pr · 150Pr · 151Pr · 152Pr · 153Pr · 154Pr · 155Pr · 156Pr · 157Pr · 158Pr · 159Pr · 160Pr